# Сражение при Палермо
Сражение при Палермо (фр. Bataille de Palerme) — морское сражение, состоявшееся 2 июня 1676 года в гавани сицилийского города Палермо, в ходе голландской войны, между французской эскадрой под командованием маршала Вивона и голландско-испанской эскадрой под общим командованием адмиралов Яна ден Хана и дона Диего де Ибарра. Сражение стало третьим в кампании этого года и окончилось полным разгромом союзного флота. Сражение характерно успешным применением французами брандеров.

## Предыстория
После смерти де Рюйтера, тяжело раненого в сражении при Агосте, испано-голландский флот покинул Сиракузы 6 мая и пошел вокруг Сицилии в Палермо для исправлений, поскольку также поврежденный французский флот ушел 2 мая в Мессину. Союзным флотом командовал теперь испанский адмирал Диего де Ибарра, а прежний начальник испанской эскадры де ла Серда остался у него на корабле добровольцем. Голландскими кораблями командовал вице-адмирал ден Хан. Союзный флот состоял из 27 кораблей и фрегатов, 4 брандеров и 19 галер.
Герцог Вивонн, который только что получил от Людовика XIV выговор за бездействие, желая оправдаться перед общественным мнением, решил взять командование флотом непосредственно на себя и напасть на противника на самом Палермском рейде. С этой целью вышел 28 мая из Мессины с 29 кораблями, 9 брандерами и 25 галерами, пришедшими из Тулона. Свой флаг он держал на 82-пушечном корабле Sceptre, на котором находился контр-адмирал Турвиль, чтобы пользоваться его советами; французским авангардом командовал вице-адмирал Дюкен, арьергардом — Габаре. По сравнению с предыдущим боем у французов был на один линейный корабль меньше — «Шеваль-Мартин» потерял бушприт и был вынужден уйти в Тулон.
30 мая союзники узнали о выходе Вивонна. Решено было принять бой на якоре, так как некоторые корабли не окончили исправления своих повреждений (голландский и испанский флагманские корабли меняли мачты). Голландцы, собственно, были против боя на якоре, помня заветы де Рюйтера, который всегда был сторонником нападения; но ден Хан справедливо не доверял испанцам в открытом море, а голландцы так были удручены смертью своего знаменитого вождя, что и у них трудно было рассчитывать на сильный подъём духа.
Палермская бухта открыта прямо к северу. Гавань образуется молом, идущим от западного берега сначала на восток, а потом на юг. На конце его, у маяка, была сооружена батарея из 10 орудий. Сюда упирался левый фланг флота союзников, выставленного в линию в виде впалой дуги, другой конец которой упирался в слабые городские укрепления, расположенные в глубине бухты. Суда стали на шпринг, бортами к морю. Все правое, восточное крыло состояло из испанских кораблей; в центре и на левом фланге только несколько испанских судов стояли между голландскими в разных местах строя. Галеры были распределены по всей линии для отбуксирования неприятельских брандеров на случай их нападения.
Французы появились перед Палермо 31 мая; 1 июня контр-адмиралы Турвиль и Габаре с отрядом галер произвели рекогносцировку позиции союзников. Вечером состоялся военный совет, где герцог предложил высказаться всем командирам дивизионов. Турвиль и Габаре предложили действовать следующим образом — часть французского флота подходит ко входу в гавань и завязывает дуэль с испанцами, стоящими у кромки мола. Оставшиеся корабли подходят к основанию мола и начинают бомбардировку гавани, голландцев и бастионов. Далее, когда дым от сгоревшего пороха закроет обзор союзникам, в залив пойдут брандеры, которые и довершат дело. Дюкен горячо поддержал план младших флагманов и решили действовать именно так.

## Ход боя
Бой последовал на следующее утро. Утром 2 июня отряд из 9 кораблей и 7 галер под командованием контр-адмирала Прельи атаковал правый фланг союзников. Французские корабли стали на шпринг напротив правого фланга союзников, то есть напротив испанских кораблей, в расстоянии одного кабельтова от них. Шпринги завели с таким расчетом, чтобы нападающие могли стрелять всем бортом. Ветер дул прямо в бухту, и под прикрытием порохового дыма были пущены брандеры. Испанские корабли не выдержали натиска, испанский флагманский корабль первым обрубил канат и перлинь от шпринга и выбросился на берег, где вскоре совсем сгорел; его примеру последовали большинство других испанских кораблей, они начали рубить канаты и сдавать вглубь бухты, но все-таки у испанцев было сожжено брандерами 3 корабля: 40-пушечные «Сан-Антонио де Наполес», «Сан-Сальватор де Фландрес», 44-пушечный «Сан-Фелипе» и уничтожены артиллерийским огнём 2 галеры: «Сан-Сальвадор» и адмиральская галера «Сан-Хосе», на которой погиб испанский адмирал Хуан де Вильяроэль.
В это время французские главные силы атаковали центр и левый фланг союзников. Здесь также действия их были удачны. Брандер поджег один из голландских флагманских кораблей 68-пушечный «Штеенберген», на нём погиб шаутбенахт Питер ван Мидделандт. Корабль, уклоняясь от брандера, сцепился с 2 другими кораблями: 50-пушечным «Фрийхеид» и 36-пушечным «Лейден», и все 3 взлетели на воздух от детонации пороха в крюйт-камере. Корабль испанского главнокомандующего 70-пушечный «Нуэстра Сеньора де Пилар» отбился было от двух брандеров, но на него были пущены другие два; личный состав попрыгал за борт и корабль взорвался от взрыва крюйт-камеры — погибли 200 испанских моряков вместе с адмиралами Диего де Ибарра и находившимся в гостях на корабле прежним главнокомандующим де ла Серда.
Союзников охватила паника. Корабли рубили канаты и выбрасывались на берег. Пожар с кораблей перешел на город, одна из береговых батарей взлетела на воздух, некоторые кварталы были подожжены неприятельскими снарядами. Голландский адмирал ден Хан был убит разорвавшимся ядром. Последний флаг-капитан де Рюйтера, капитан Герард Калленбюрг, защищался как герой. Тяжело был поврежден 34-пушечный голландский «Эдам». Теперь уже со стороны французов требовалось мало усилий, чтобы докончить истребление союзного флота, но Вивонн вдруг прекратил бой и направился в Мессину, найдя, что он «сделал достаточно», тем более что все его брандеры были уничтожены. Конечно, решение это не имело никаких оснований, так как при панике, охватившей союзников, французы имели полную возможность добить их артиллерийским огнём, а к следующему дню Вивонн мог изготовить и новые брандеры.

## Последствия боя
Потери голландцев: 2 адмирала, 260 убитых, много раненых и 3 взорванных корабля; испанцы потеряли 4 адмиралов, 8 командиров, 1700 человек убитых и раненых, 4 корабля, 2 галеры и много мелких судов. Потери французов были ничтожны: около 200 моряков, ни один корабль не потерял даже стеньги.
Хотя сражение при Палермо и не было доведено до конца, но благодаря ему французский флот окончательно завладел морем, и успех операций на острове Сицилии был теперь обеспечен. Характерной особенность этого боя — большая и даже исключительная роль, которую в нём сыграли брандеры.